# Thomas Münte
Thomas Frank Münte (* 1960 in Göttingen) ist ein deutscher Neurologe. Seit 2022 ist er hauptamtlicher Vizepräsident für Medizin der Universität Lübeck.

## Leben
Thomas Münte studierte an der Medizinischen Hochschule Hannover. 1989 wurde er hier zum Dr. rer. nat. promoviert. 1992 habilitierte er sich, ebenfalls in Hannover, mit einer Arbeit über Hirnelektrische Korrelate von Sprache. Eine Gastprofessur führte ihn 1996 bis 1998 an die University of California in San Diego. 1999 erhielt er eine Professur an der Universität Magdeburg.
2010 wurde er an die Universität Lübeck berufen, um die Klinik für Neurologie und den Lehrbereich Medizinische Psychologie auf dem Lübecker Campus zu übernehmen. Seine Forschungsschwerpunkte liegen in der Behandlung von Schlaganfällen und Bewegungsstörungen.
Thomas Münte war 2017/2018 und ab 2020 kommissarisch als Vizepräsident Medizin der Universität tätig. 2022 wählte der Senat der Universität ihn hauptamtlich in dieses Amt. Als hauptamtlicher Vizepräsident für die Medizin gehört er damit neben der Präsidentin, den Vizepräsidenten für Lehre und für Digitalisierung und Technologietransfer sowie der Kanzlerin dem fünfköpfigen Präsidium der Universität zu Lübeck an. Damit verbunden ist die Mitgliedschaft im Vorstand des Universitätsklinikum Schleswig-Holstein (UKSH) und die Position des Wissenschaftlichen Direktors am Campuszentrum Lübeck.

## Auszeichnungen
- Innovationspreis für biomedizinische Technik 2001
- Otto-von-Guericke-Forschungspreis 2003

## Werke
- Zur Bedeutung endogener ereigniskorrelierter Potentiale des Menschen bei der Evaluation psychotroper Substanzen. Hannover, Med. Hochsch., Diss., 1989
- Hirnelektrische Korrelate von Sprache. Hannover, Med. Hochsch., Habil.-Schr., 1992
- Publikationsliste bei PubMed